# Анамнії
Анамні́ї (лат. Anamnia) — тварини, у яких в процесі ембріонального розвитку не утворюються зародкові оболонки — амніон і алантоїс.
До анамній належать нижчі первинноводяні хребетні — круглороті, риби, земноводні.
Яйце анамнії розвивається у воді, не має зовнішньої оболонки. Водообмін зародка здійснюється через проникливі яйцеві оболонки, якими також виводяться продукти обміну. Личинка, що вилуплюється, живе у воді.
Дорослі анамнії здатні пропускати через шкіру воду і гази. Для анамній характерні протонефричні й мезонефричні видільні системи. Мозок у них немає кори головного мозку. Для дихання використовують постійно або тимчасово зябра, можуть бути легені, також є інші додаткові органи дихання атмосферним повітрям.